# 福尔巴克站
福尔巴克站，是法国的一个铁路车站，位于法國东北部边境城市福尔巴克。

## 位置
福尔巴克站位于法国东北部，德法边境，是由德國萨尔布吕肯方向进入法國后的第一个铁路客运车站。福尔巴克站位于福尔巴克市区内。车站大致呈东北-西南走向，开口朝东南。

## 停靠线路
以下列车线路在福尔巴克站停靠：
| 福尔巴克站列车线路表 |      |          |            |              |
| 线路                 | 车种 | 上一站   | 下一站     | 大致运行频率 |
| 巴黎—法兰克福        | ICE  | 巴黎东   | 萨尔布吕肯 | 每天1~2趟    |
| 巴黎—法兰克福        | TGV  | 巴黎东   | 萨尔布吕肯 | 每天1趟      |
| 梅斯—萨尔布吕肯      | TER  | 贝南     | 萨尔布吕肯 | 每天2~3趟    |
| 梅斯—福尔巴克        | TER  | 贝南     | （终点）   | 每天8趟左右  |
| 福尔巴克—萨尔布吕肯  | TER  | （起点） | 萨尔布吕肯 | 每天6趟左右  |
| 1.                   |      |          |            |              |

## 配套交通

### 长途客运线路
福尔巴克站对应的大巴车上下车地点是位于车站前方的福尔巴克汽车站（Gare Routière）。
| 停靠福尔巴克站的大巴车 |                      |                                                                        |
| 上下车地点             | 运营单位             | 主要目的地                                                             |
| 福尔巴克汽车站         | Flixbus              | 巴黎、南锡、第戎、里昂、图尔                                           |
| 福尔巴克汽车站         | 摩泽尔省城际客运 TIM | 萨尔格米纳、莱维莱、皮特朗日欧拉克、福尔屈埃蒙                         |
| 福尔巴克汽车站         | SNCF                 | （当某条铁路线施工或罢工时，SNCF可能会提供途径该线路沿途站点的大巴车） |
| 1. 2. 3.               |                      |                                                                        |

### 城市公共交通
| 福尔巴克站附近的市内公共交通线路 |                        |                                               |
| 公交车站名称                     | 位置                   | 停靠线路                                      |
| Gare routière                    | 和大巴车上下车地点一致 | - 市区公交3~8路、30路 - 郊区公交A线、B线、C线 |
| 1.                               |                        |                                               |

## 临近车站
| 福尔巴克站（Gare de Forbach）  |                          |                    |
| 上行车站                       | 线路                     | 下行车站           |
| 贝南站                         | 雷米利－斯提因温德尔铁路 | 萨尔布吕肯火车总站 |
| - 本表仅显示运营中的线路及车站 |                          |                    |